# Rutxpózia
Rutxpózia (en rus: Ручпозъя) és un poble de la República de Komi, a Rússia, segons el cens del 2010 tenia 5 habitants.